# XMLSpy
XMLSpy je XML editor a integrované vývojové prostředí (IDE) od společnosti Altova. XMLSpy umožňuje vývojářům pracovat s technologiemi XML, XML Schema, XSLT, XPath, XQuery, WSDL, a SOAP. XMLSpy je také dostupný jako zásuvný modul (plugin) pro Microsoft Visual Studio a Eclipse.